# Live at the Royal Albert Hall (Adele)
Live at the Royal Albert Hall è il primo album dal vivo della cantante britannica Adele, pubblicato il 29 novembre 2011 dalla XL Recordings.

## Descrizione
Contiene un totale di 17 brani scelti tra quelli inclusi negli album 19 e 21, con l'aggiunta di alcune cover. Tutte le canzoni sono state registrate nella tappa londinese del tour Adele Live, svoltasi il 22 settembre 2011 al Royal Albert Hall.

## Successo commerciale
A seguito del suo doppio formato, Live at the Royal Albert Hall è stato incluso talvolta nelle classifiche degli album, altre volte in quelle relative ai DVD musicali, a seconda dei diversi paesi. Negli Stati Uniti, dove Billboard ha deciso di includerlo nella classifica relativa ai DVD, ha debuttato direttamente al primo posto, con 96 000 copie vendute durante la prima settimana, ed ha in seguito conservato la vetta per ventitré settimane, record assoluto per un'artista femminile, con un totale di 853 000 copie vendute. Il DVD ha inoltre raggiunto la prima posizione in diversi paesi, tra i quali Danimarca, Francia, Irlanda, Svezia ed Australia, paese nel quale è stato anche il più venduto dell'anno.
Nelle classifiche degli album, Live at the Royal Albert Hall è arrivato al primo posto in Portogallo e nei Paesi Bassi per 5 settimane, raggiungendo invece la top 20 in paesi come Italia, Spagna (rimanendo in classifica 74 settimane), Messico e Germania (rimanendo in classifica 61 settimane).

## Tracce
1. Hometown Glory – 4:17 (Adele Adkins)
2. I'll Be Waiting – 3:55 (Adele Adkins, Paul Epworth)
3. Don't You Remember – 4:04 (Adele Adkins, Dan Wilson)
4. Turning Tables – 4:10 (Adele Adkins, Ryan Tedder)
5. Set Fire to the Rain – 4:16 (Adele Adkins, Fraser T. Smith)
6. If It Hadn't Been for Love – 3:08 (Mike Henderson, Chris Stapleton)
7. My Same – 2:34 (Adele Adkins)
8. Take It All – 3:56 (Adele Adkins, Francis White)
9. Rumour Has It – 3:47 (Adele Adkins, Ryan Tedder)
10. Right as Rain – 2:43 (Adele Adkins, Leon Michels, Jeff Silverman, Nick Movshon, Clay Holley)
11. One and Only – 5:53 (Adele Adkins, Dan Wilson, Greg Wells)
12. Lovesong – 5:17 (Robert Smith, Simon Gallup, Roger O'Donnell, Porl Thompson, Lol Tolhurst, Boris Williams)
13. Chasing Pavements – 3:41 (Adele Adkins, Eg White)
14. I Can't Make You Love Me – 3:39 (Michael Reid, Allen Shamblin)
15. Make You Feel My Love – 3:48 (Bob Dylan)
16. Someone like You – 4:54 (Adele Adkins, Dan Wilson)
17. Rolling in the Deep – 4:48 (Adele Adkins, Paul Epworth)

## Formazione
- Adele – voce, design
- Jo Allen – violino
- Toby Allington – missaggio
- Stephanie Cavey – violino
- Sarah Chapman – viola
- Anna Croad – violino
- Rosie Danvers – violoncello, arrangiamenti degli archi
- Sam Dixon – basso
- Lauren Dukoff – fotografie
- Kelli-Leigh Henry-Davila – cori
- Sally Jackson – violino
- Bryony James – violoncello

- Becky Jones – viola
- Phil Lee – design
- Sharleen Linton – cori
- Hayley Pomfrett – violino
- Miles Robertson – tastiere, melodica
- Jenny Sacha – violino
- Kotono Sato – violino
- Ellie Stamford – violino
- Ben Thomas – chitarra
- Tim VanDerKuil – banjo, chitarra, lap steel guitar
- The Wired Strings – archi
- Robert Derrick Wright – batteria

## Classifiche

### CD

#### Posizioni massime
| Classifica (2011-2012) | Posizione massima |
| ---------------------- | ----------------- |
| Argentina              | 6                 |
| Germania               | 5                 |
| Grecia                 | 20                |
| Italia                 | 16                |
| Messico                | 3                 |
| Paesi Bassi            | 1                 |
| Polonia                | 5                 |
| Portogallo             | 1                 |
| Repubblica Ceca        | 29                |
| Spagna                 | 14                |

#### Classifiche di fine anno
| Classifica (2011) | Posizione |
| ----------------- | --------- |
| Messico           | 25        |
| Paesi Bassi       | 9         |
| Polonia           | 9         |
| Classifica (2012) | Posizione |
| Argentina         | 44        |
| Italia            | 88        |
| Paesi Bassi       | 2         |
| Spagna            | 28        |

### DVD

#### Posizioni massime
| Classifica (2011-2012) | Posizione massima |
| ---------------------- | ----------------- |
| Australia              | 1                 |
| Austria                | 1                 |
| Belgio (Fiandre)       | 1                 |
| Belgio (Vallonia)      | 1                 |
| Danimarca              | 1                 |
| Finlandia              | 1                 |
| Francia                | 1                 |
| Irlanda                | 1                 |
| Italia                 | 4                 |
| Paesi Bassi            | 2                 |
| Regno Unito            | 2                 |
| Svezia                 | 1                 |
| Svizzera               | 1                 |
| Ungheria               | 3                 |
| Stati Uniti            | 1                 |

#### Classifiche di fine anno
| Classifica (2011) | Posizione |
| ----------------- | --------- |
| Australia         | 1         |
| Belgio (Fiandre)  | 7         |
| Belgio (Vallonia) | 12        |
| Brasile           | 2         |
| Paesi Bassi       | 3         |
| Svezia            | 10        |
| Classifica (2012) | Posizione |
| Brasile           | 1         |